# Del the Funky Homosapien
Teren Delvon Jones (Oakland, 12 de Agosto de 1972), mais conhecido como Del tha Funkee Homosapien, ou Del the Funky Homosapien, é considerado um dos melhores MCs na cena de rap alternativo dos Estados Unidos, tendo sido um dos criadores da Hieroglyphics Imperium, também de Oakland.
Também atende pelas alcunhas de Deltron Zero, Deltron Z, Dr. Bombay, Del Diablo Diabolique e Sir Dzl. De acordo com sua página no MySpace, Del é considerado um dos membros do Native Tongues.

## História

### Começo de carreira: 1990-1997
Primo do também rapper Ice Cube, Del começou sua carreira escrevendo letras para o grupo Da Lench Mob da posse seu primo. Em 1991, com a ajuda de Ice Cube, Del lançou seu primeiro álbum solo, I Wish My Brother George Was Here, aos 18 anos de idade. O álbum rendeu uma boa repercussão comercial devido ao single Mistadobalina. A partir daí, resolveu produzir sozinho suas músicas começando pelo segundo disco, No Need for Alarm. 
No Need for Alarm foi o disco que o ajudou a desenvolver e solidificar seu estilo autêntico como MC, além de lançar seus companheiros da Hieroglyphics, e evidenciar o cenário do Hip-Hop de Oakland, também atuante da que hoje conhecemos como Golden Era.

### 1998-2006
Seu terceiro álbum só foi terminado cinco anos após o lançamento de No Need for Alarm. Um mês antes do lançamento oficial de Future Development, Del recebeu uma carta da Elektra Records, sua gravadora na época, anunciando o término de seu contrato. Desde então, os componentes da Hieroglyphics Crew ajudando-se mutuamente fizeram seu nome internacionalmente de forma independente.
Future Development teve seu lançamento oficial em 1998, on-line no site da Hieroglyphics e através do K-7 no Japão. Em 2002 foi re-lançado em CD e LP pelo selo Hieroglyphics Imperium. Também em 1998, Del colaborou no lançamento do primeiro disco da Hieroglyphics Crew, 3rd Eye Vision.
No ano de 2000, sai o quarto álbum solo de Del, Both Sides of the Brain, e também Deltron 3030 que é um projeto afiliado ao produtor Dan "the Automator" Nakamura e o DJ Kid Koala. O conceito deste projeto remete a uma ficção científica no ano de 3030, englobando histórias do mundo com bases no Hip-Hop, Tecnologia, Ciência e Cultura daquele ano futurístico. O disco foi muito bem recebido, agradando os fãs antigos e atraindo muitos novos.

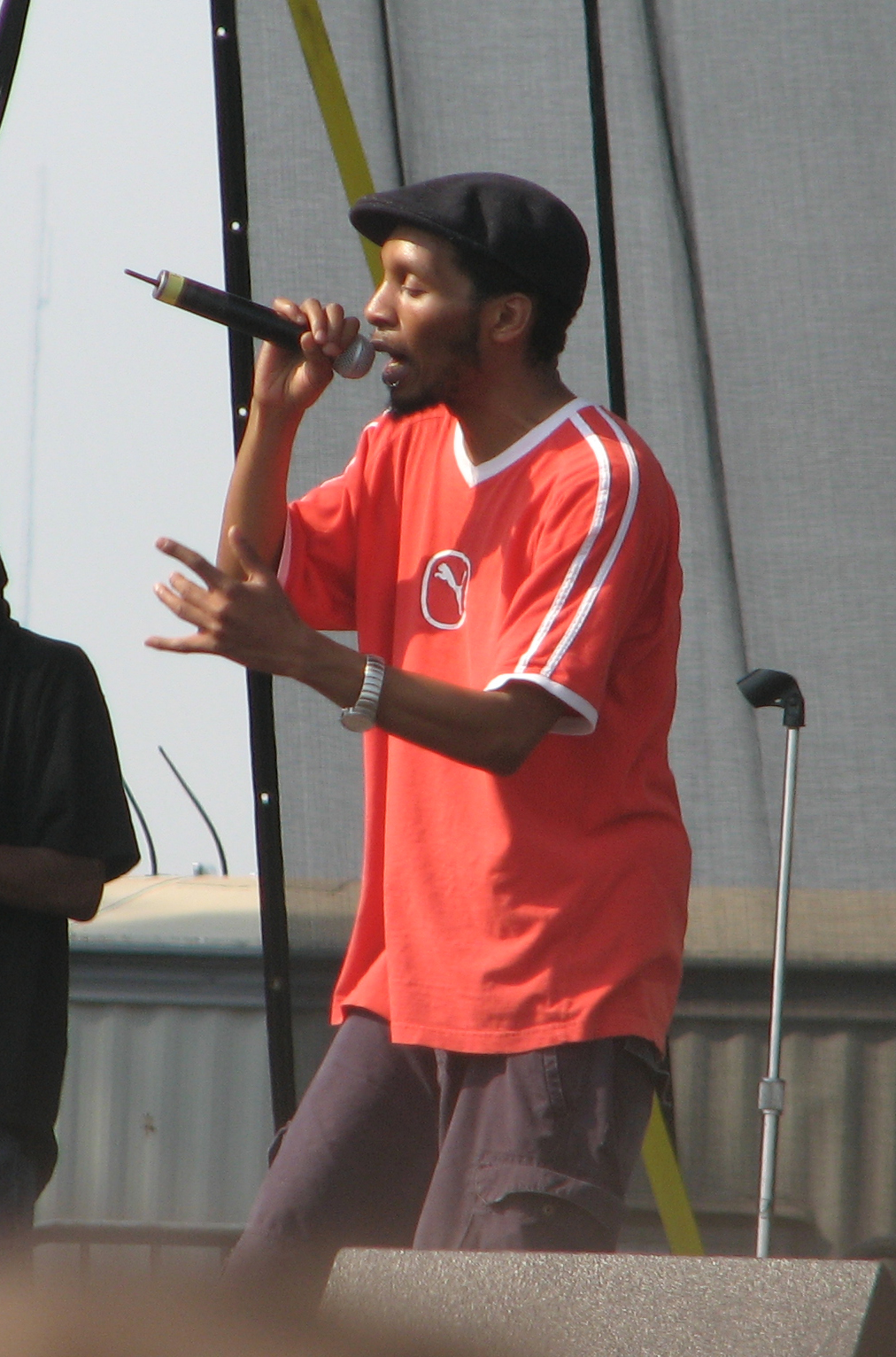
Del no Austin City Limits Music Festival em Austin, 2008

O segundo disco da Hieroglyphics, Full Circle foi lançado em 2003. Um ano depois, a Elektra lançou a compilação The Best of Del Tha Funkee Homosapien: The Elektra Years sem o consentimento do artista. O disco incluía músicas dos dois primeiros álbuns, e algumas faixas que não foram lançadas oficialmente quando Del ainda fazia parte da gravadora. O próprio Del advertiu aos seus fãs para não comprarem este disco que era só uma tentativa da Elektra de ganhar dinheiro em cima do rapper. Junto de sua crew, Del fundou o selo independente Hieroglyphics Imperium Recordings, atuante até os dias de hoje, lançando os trabalhos dos componentes e alguns outros artistas que colaboram com o coletivo.

### Atualmente: 2007-presente
Após mais alguns anos sem novos lançamentos, Del dá uma prévia do disco Eleventh Hour no DVD de mesmo nome em 2008. No DVD entramos um pouco na vida de Del, desde o artista fazendo compras até a produção de novas canções. Já o disco é quase inteiramente produzido por ele, e foi lançado alguns meses depois do DVD. Contando com uma mistura diferente, em beats que mesclam Funk com recursos eletrônicos e elementos futurísticos.
Em 31 de Março de 2009, Del lançou Funk Man para download pela internet. O disco pode ser adquirido inteiramente grátis através de sua página no Bandcamp.com, ou em sua turnê. Um novo video foi lançado, o single se chama "Get It Right Now" e pode ser assistido no YouTube. Em setembro deste mesmo ano, lançou um novo disco intitulado, Automatik Statik, por um preço mínimo de US$ 3.

## Discografia

### Solo
- I Wish My Brother George Was Here (1991)
- No Need for Alarm (1993)
- Future Development (1998 - Online)
- Both Sides of the Brain (2000)
- Eleventh Hour (2008)
- Funk Man (The Stimulus Package) (Abr 2009)
- Automatik Statik (Set 2009)

### Deltron 3030
- Deltron 3030 (2000)

### Gorillaz
- Gorillaz (2001)